# Gutenburg
Cet article possède des paronymes, voir Gutenberg et Guttenberg.
Gutenburg est une localité et une ancienne commune suisse du canton de Berne.
Au 1er janvier 2007, la commune a été intégrée à Madiswil.

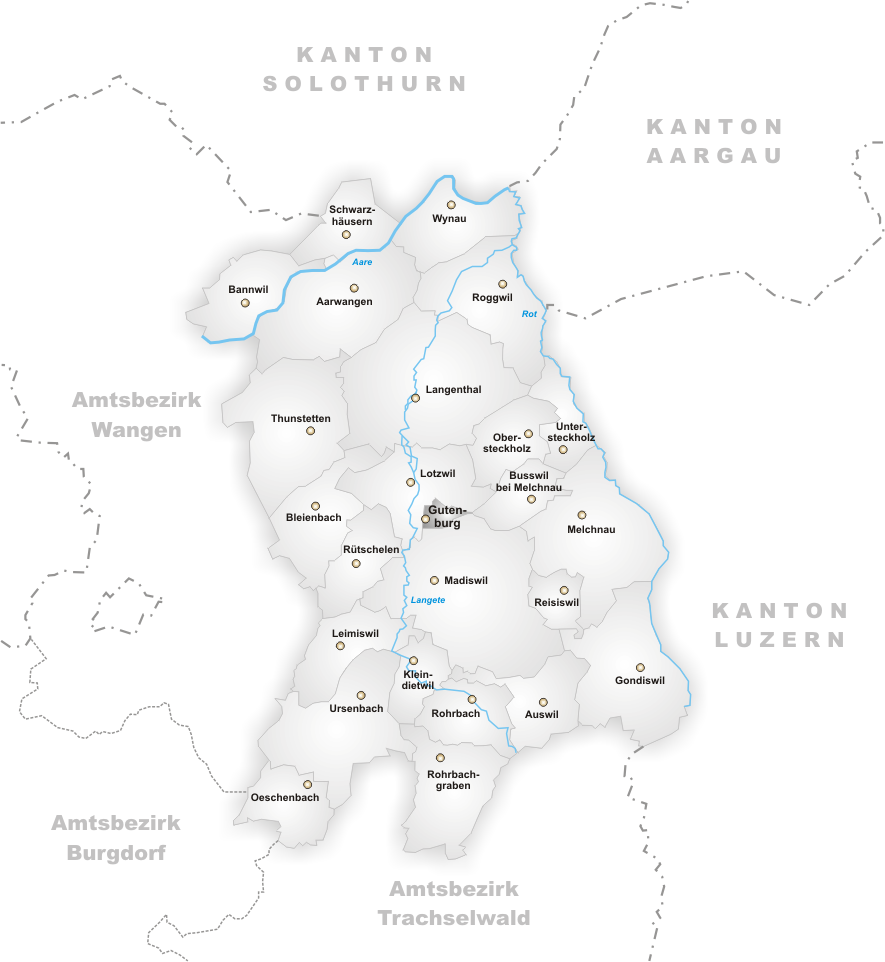
Situation géographique de l'ancienne commune de Gutenburg